# 황금의 나날
《황금의 나날》(黄金の日日 오곤노히비[*])는 1978년 1월 8일부터 12월 24일까지 일본방송협회에서 제작한 대하드라마으로 대하드라마 시리즈의 16번째 작품이다. 방영횟수는 총 51회이다.
주인공은 아즈치모모야마 시대의 상인으로 필리핀 등을 오가며 무역에 종사한 나야 스케자에몬이며 그와 함께 센고쿠 시대의 당시 시대상도 함께 조명하였다.
《황금의 나날》은 처음으로 NHK의 제작 스태프와 원작자인 시로야마 사부로, 그리고 극본을 담당한 이치카와 신이치가 같이 협의하여 개략적인 스토리라인을 구상, 이어 대동소이하지만 원작소설과 극본이 거의 동시에 집필되었고 드라마의 회차가 방영할 때면 신문사에서 원작자 시로야마가 금주분 소설을 탈고해 신문에 실었다. 종전의 무사나 다이묘들의 이야기가 아닌 상인을 주인공으로 내세웠기에, 센고쿠 시대의 혼란과 더불어 당시 서민들의 관점에서 경제와 생활상을 그리기도 했다. 또한 오다 노부나가는 냉정하면서도 위압적이고 독선적인 인물로 그려 불교에 대한 탄압도 영상화하여 그의 무자비한 모습을 묘사하였고, 도요토미 히데요시가 간파쿠 겸 태정대신에 오른 이후에는 권력욕에 눈이 멀어 악행을 일삼는 철저한 악역으로 그렸으며, 종전 그렇게 평이 좋지 않던 이시다 미쓰나리도 긍정적으로 그리는 등 당대 인물들의 재평가 역시 이루어진 작품이다. 이 때문에 당시 평균시청률도 1978년 당시 역대 3위에 해당하는 25.9%를 기록, 최고 시청률은 34.4%나 되는 등 많은 인기를 누렸다.
또한 1965년 대하드라마인 《태합기》에서 도요토미 히데요시와 오다 노부나가 역으로 열연하며 큰 인기를 얻었던 오카타 켄과 타카하시 코지가 13년만에 다시 같은 역을 맡았다.

## 출연

### 사카이의 사람들
- 스케자→나야 스케자에몬: 이치카와 소메고로 (6대)
- 미오: 구리하라 고마키
- 이마이 가네히사→이마이 소쿤: 하야시 류조
- 이시카와 고에몬: 네즈 진파치
- 스키타니 젠주보: 가와타니 다쿠조
- 모니카: 나쓰메 마사코
- 센노 리큐: 쓰루타 고지
- 고니시 류사: 우노 주키치
- 고니시 유키나가: 오노데라 아키라

### 센고쿠의 다이묘와 그 주변
- 오다 노부나가: 타카하시 코지
- 도요토미 히데요시: 오가타 켄
- 도쿠가와 이에야스: 코다마 키요시
- 아케치 미쓰히데: 나이토 타케토시
- 이시다 미쓰나리: 콘도 마사오미
- 다케다 신겐: 간제 히데오
- 오이치: 코바야시 사오리
- 네네: 토아케 유키코
- 차차: 후지무라 시호
- 도요토미 히데쓰구: 사쿠라기 켄이치
- 시바타 가쓰이에: 닛타 쇼켄
- 다카야마 우콘: 카가 타케시
- 아시카가 요시아키: 마츠하시 노보루

## 방송일자
| 방송 시간                                                            | 방송일           | 제목                                     |
| -------------------------------------------------------------------- | ---------------- | ---------------------------------------- |
| 제1화                                                                | 1978년 1월 8일   | 노부나가 군 포위(信長軍包囲)             |
| 제2화                                                                | 1978년 1월 15일  | 기로(岐路)                               |
| 제3화                                                                | 1978년 1월 22일  | 나침반(羅針盤)                           |
| 제4화                                                                | 1978년 1월 29일  | 북벌전야(北征前夜)                       |
| 제5화                                                                | 1978년 2월 5일   | 총퇴각(総退却)                           |
| 제6화                                                                | 1978년 2월 12일  | 노부나가 저격(信長狙撃)                  |
| 제7화                                                                | 1978년 2월 19일  | 류큐마루 난파(琉球丸難破)                |
| 제8화                                                                | 1978년 2월 26일  | 루손섬 표류(呂宋島漂着)                  |
| 제9화                                                                | 1978년 3월 5일   | 교역 시작(交易事始)                      |
| 제10화                                                               | 1978년 3월 12일  | 남해의 관아(南海の館)                    |
| 제11화                                                               | 1978년 3월 19일  | 산호주 무정(珊瑚珠無情)                  |
| 제12화                                                               | 1978년 3월 26일  | 에이잔 방화(叡山焼打)                    |
| 제13화                                                               | 1978년 4월 2일   | 센고쿠 애사(戦国哀史)                    |
| 제14화                                                               | 1978년 4월 9일   | 신겐 상경(信玄上洛)                      |
| 제15화                                                               | 1978년 4월 16일  | 구사일생(九死一生)                       |
| 제16화                                                               | 1978년 4월 23일  | 쇼군 추방(将軍追放)                      |
| 제17화                                                               | 1978년 4월 30일  | 난세 독보(乱世独歩)                      |
| 제18화                                                               | 1978년 5월 7일   | 신천지(新天地)                           |
| 제19화                                                               | 1978년 5월 14일  | 아즈치 축성(安土築城)                    |
| 제20화                                                               | 1978년 5월 21일  | 성모 승천(聖母昇天)                      |
| 제21화                                                               | 1978년 5월 28일  | 센쥬호 처형(善住坊処刑)                  |
| 제22화                                                               | 1978년 6월 4일   | 셋츠 동란(摂津動乱)                      |
| 제23화                                                               | 1978년 6월 11일  | 사이고쿠 진격(西国進撃)                  |
| 제24화                                                               | 1978년 6월 18일  | 돗토리 병량전(鳥取兵粮戦)                |
| 제25화                                                               | 1978년 6월 25일  | 기아 지옥(飢餓地獄)                      |
| 제26화                                                               | 1978년 7월 2일   | 푸에르토 델 하폰(プエルト・デル・ハポン) |
| 제27화                                                               | 1978년 7월 9일   | 노부나가의 죽음(信長死す)                |
| 제28화                                                               | 1978년 7월 16일  | 아즈치 염상(安土炎上)                    |
| 제29화                                                               | 1978년 7월 23일  | 기사회생(起死回生)                       |
| 제30화                                                               | 1978년 7월 30일  | 오사카 축성(大坂築城)                    |
| 제31화                                                               | 1978년 8월 6일   | 용호상박(竜虎相撃つ)                     |
| 제32화                                                               | 1978년 8월 13일  | 나야 습명(納屋襲名)                      |
| 제33화                                                               | 1978년 8월 20일  | 해적선(海賊船)                           |
| 제34화                                                               | 1978년 8월 27일  | 대홍수(大洪水)                           |
| 제35화                                                               | 1978년 9월 3일   | 음모(陰謀)                               |
| 제36화                                                               | 1978년 9월 10일  | 바테렌 추방(伴天連追放)                  |
| 제37화                                                               | 1978년 9월 17일  | 반역(反逆)                               |
| 제38화                                                               | 1978년 9월 24일  | 대승부(大勝負)                           |
| 제39화                                                               | 1978년 10월 1일  | 가짜 국사(偽国使)                        |
| 제40화                                                               | 1978년 10월 8일  | 리큐 할복(利休切腹)                      |
| 제41화                                                               | 1978년 10월 15일 | 침략자(侵略者)                           |
| 제42화                                                               | 1978년 10월 22일 | 선두 다툼(先陣争い)                      |
| 제43화                                                               | 1978년 10월 29일 | 슈인센 습격(朱印船襲撃)                  |
| 제44화                                                               | 1978년 11월 5일  | 루손 원정 계획(呂宋遠征計画)             |
| 제45화                                                               | 1978년 11월 12일 | 천재지변(天変地異)                       |
| 제46화                                                               | 1978년 11월 19일 | 고에몬 사형(五右衛門刑死)                |
| 제47화                                                               | 1978년 11월 26일 | 스케자에몬 추방(助左衛門追放)            |
| 제48화                                                               | 1978년 12월 3일  | 암흑 항로(暗黒航路)                      |
| 제49화                                                               | 1978년 12월 10일 | 격류(激流)                               |
| 제50화                                                               | 1978년 12월 17일 | 세키가하라(関ヶ原)                       |
| 제51화 (최종회)                                                      | 1978년 12월 24일 | 사카이 염상(堺炎上)                      |
| 평균 시청률 25.9 % (시청률은 관동 지방 기준, 비디오 리서치] 사 조사) |                  |                                          |